# Munira bella
Munira bella är en tvåvingeart som beskrevs av Richter 1974. Munira bella ingår i släktet Munira och familjen parasitflugor. Inga underarter finns listade i Catalogue of Life.